# Zuienkerke
Zuienkerke is een plaats en gemeente in de Belgische provincie West-Vlaanderen. De gemeente is met ongeveer 2.700 inwoners erg dunbevolkt. De gemeente bestaat uit vier kleine landelijke polderdorpen, Zuienkerke, Meetkerke, Houtave en Nieuwmunster, ingesloten tussen de dichtbevolkte provinciehoofdstad Brugge en de Belgische Kust.

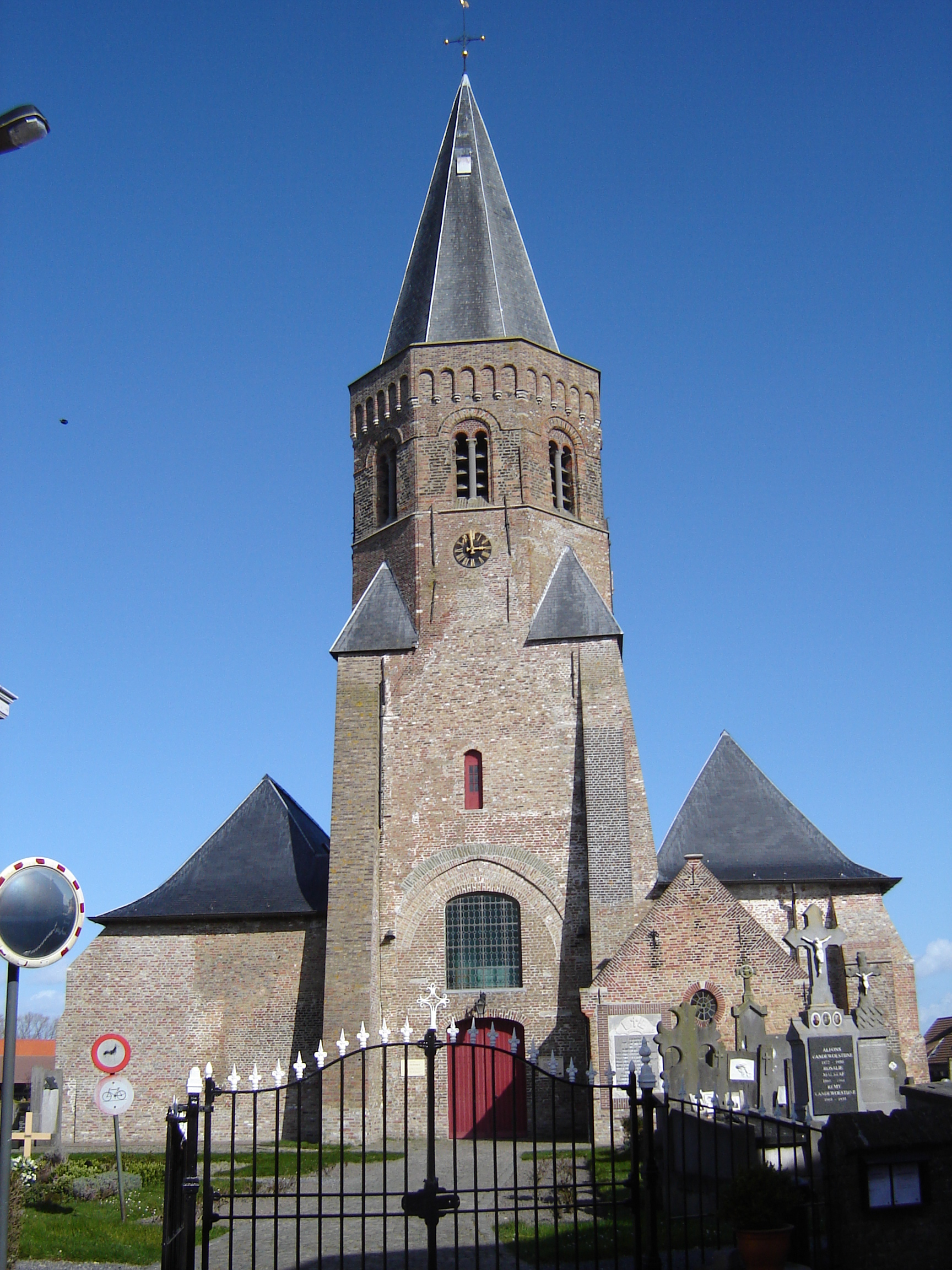
Sint-Michielskerk

## Kernen
De gemeente bestaat uit vier deelgemeenten, namelijk Zuienkerke, Houtave, Meetkerke en Nieuwmunster.
| # | Naam              | Opp. (km²) | Inwoners (2020) | Inwoners per km² | NIS-code |
| - | ----------------- | ---------- | --------------- | ---------------- | -------- |
| 1 | Zuienkerke (I)    | 15,80      | 1 432           | 91               | 31042A   |
| 2 | Meetkerke (III)   | 9,29       | 441             | 47               | 31042B   |
| 3 | Houtave (II)      | 16,41      | 415             | 25               | 31042C   |
| 4 | Nieuwmunster (IV) | 7,40       | 421             | 57               | 31042D   |

De gemeente Zuienkerke grenst aan de volgende dorpen en gemeenten:
| - a. Lissewege (stad Brugge) - b. Dudzele (stad Brugge) - c. Brugge (deelgemeente) (stad Brugge) - d. Varsenare (gemeente Jabbeke) |

| - e. Stalhille (gemeente Jabbeke) - f. Vlissegem (gemeente De Haan) - g. Wenduine (gemeente De Haan) - h. Uitkerke (stad Blankenberge) |

### Kaart

Zuienkerke, deelgemeenten en buurgemeenten. De gele gebieden zijn bebouwde kernen.

## Geschiedenis
Waarschijnlijk bestond Zuienkerke in de 10e eeuw al als zelfstandige parochie. Van belang is de bouw van de Blankenbergse Dijk omstreeks 1000. In 975 werd de veldnaam Clehiham vermeld, wat een landtong in een door de zee overstroomd gebied betekent. Deze benaming leeft voort in Hof Cleyhem. In 1108 werd melding gemaakt van een kerkgebouw. De parochie was vermoedelijk afgesplitst van die van Uitkerke. Het eenvoudige kerkje werd omstreeks 1300 vervangen door een laatromaans bouwwerk, waarvan de toren nog bestaat. Zuienkerke vormde een ambacht binnen het Brugse Vrije.
Na de troebelen van de Vlaamse Opstand tegen Maximiliaan (1483-1492) volgden de godsdienstoorlogen einde 16e eeuw, waarbij zowel vanuit Sluis als Oostende veldtochten van de Geuzen plaatsvonden. De Spaansgezinden bouwden enkele versterkingen, zoals bij de Schoeringebrug. In 1570 werd de kerk verwoest. Onder Oostenrijks bewind werd het sociaal-economisch klimaat stabieler. In 1723 werd de Blankenbergse Steenweg aangelegd waarna de kern van Zuienkerke in 1760-1765 door een verharde weg hiermee verbonden werd. In 1863 werd het Station Zuienkerke geopend dat tot 1957 heeft gefunctioneerd.
De Eerste Wereldoorlog heeft betrekkelijk weinig schade veroorzaakt. Tijdens de Tweede Wereldoorlog werden er enkele bunkers gebouwd. In de jaren '60 van de 20e eeuw werd de Vagevierwijk aangelegd en in 1982 de Lindenhof. Door deze nieuwbouwprojecten steeg het bevolkingsaantal van deze landbouwgemeente weer enigszins.

## Bezienswaardigheden
- De Sint-Michielskerk
- Kasteel Cleyhem
- Talrijke oude boerderijen en andere gebouwen.
- Rosmolen van de Grote Stove

### Openbaar vervoer
- Per 1 Juli 2023 heeft Zuienkerke voor het éérst een vaste buslijn gekregen; lijn 49 naar Brugge. Daarnaast rijdt er allang belbus 36 door het gebied.

## Demografische ontwikkeling

### Demografische evolutie voor de fusie
- Bronnen:NIS, Opm:1831 tot en met 1970=volkstellingen

### Demografische evolutie van de fusiegemeente
Alle historische gegevens hebben betrekking op de huidige gemeente, inclusief deelgemeenten, zoals ontstaan na de fusie van 1 januari 1977.
- Bronnen:NIS, Opm:1831 tot en met 1981=volkstellingen; 1990 en later= inwonertal op 1 januari

| Inwoners van jaar tot jaar op 1 januari 1992 tot heden | Inwoners van jaar tot jaar op 1 januari 1992 tot heden | Inwoners van jaar tot jaar op 1 januari 1992 tot heden |
| jaar                                                   | Aantal                                                 | Evolutie: 1992=index 100                               |
| ------------------------------------------------------ | ------------------------------------------------------ | ------------------------------------------------------ |
| 1992                                                   | 2.694                                                  | 100,0                                                  |
| 1993                                                   | 2.719                                                  | 100,9                                                  |
| 1994                                                   | 2.725                                                  | 101,2                                                  |
| 1995                                                   | 2.758                                                  | 102,4                                                  |
| 1996                                                   | 2.766                                                  | 102,7                                                  |
| 1997                                                   | 2.762                                                  | 102,5                                                  |
| 1998                                                   | 2.782                                                  | 103,3                                                  |
| 1999                                                   | 2.768                                                  | 102,7                                                  |
| 2000                                                   | 2.790                                                  | 103,6                                                  |
| 2001                                                   | 2.798                                                  | 102,6                                                  |
| 2002                                                   | 2.779                                                  | 103,2                                                  |
| 2003                                                   | 2.765                                                  | 102,6                                                  |
| 2004                                                   | 2.748                                                  | 102,0                                                  |
| 2005                                                   | 2.759                                                  | 102,4                                                  |
| 2006                                                   | 2.776                                                  | 103,0                                                  |
| 2007                                                   | 2.743                                                  | 101,8                                                  |
| 2008                                                   | 2.760                                                  | 102,4                                                  |
| 2009                                                   | 2.796                                                  | 103,8                                                  |
| 2010                                                   | 2.796                                                  | 103,8                                                  |
| 2011                                                   | 2.761                                                  | 102,5                                                  |
| 2012                                                   | 2.760                                                  | 102,4                                                  |
| 2013                                                   | 2.765                                                  | 102,6                                                  |
| 2014                                                   | 2.740                                                  | 101,7                                                  |
| 2015                                                   | 2.713                                                  | 100,7                                                  |
| 2016                                                   | 2.711                                                  | 100,6                                                  |
| 2017                                                   | 2.768                                                  | 102,7                                                  |
| 2018                                                   | 2.730                                                  | 101,3                                                  |
| 2019                                                   | 2.721                                                  | 101,0                                                  |
| 2020                                                   | 2.709                                                  | 100,6                                                  |
| 2021                                                   | 2.750                                                  | 102,1                                                  |
| 2022                                                   | 2.709                                                  | 100,6                                                  |
| 2023                                                   | 2.751                                                  | 102,1                                                  |
| 2024                                                   | 2.676                                                  | 99,3                                                   |
| 2025                                                   | 2.657                                                  | 98,6                                                   |

## Politiek

### Structuur
| Zuienkerke       | Zuienkerke       | Supranationaal         | Nationaal                         | Nationaal                         | Gemeenschap               | Gewest                    | Provincie                 | Arrondissement  | Provinciedistrict | Kanton          | Gemeente        |
| ---------------- | ---------------- | ---------------------- | --------------------------------- | --------------------------------- | ------------------------- | ------------------------- | ------------------------- | --------------- | ----------------- | --------------- | --------------- |
| Administratief   | Niveau           | Europese Unie          | België                            | België                            | Vlaanderen                | Vlaanderen                | West-Vlaanderen           | Brugge          | Brugge            | Brugge          | Zuienkerke      |
| Administratief   | Bestuur          | Europese Commissie     | Belgische regering                | Belgische regering                | Vlaamse regering          | Vlaamse regering          | Deputatie                 | Deputatie       | Deputatie         | Deputatie       | Gemeentebestuur |
| Administratief   | Raad             | Europees Parlement     | Kamer van volksvertegenwoordigers | Kamer van volksvertegenwoordigers | Vlaams Parlement          | Vlaams Parlement          | Provincieraad             | Provincieraad   | Provincieraad     | Provincieraad   | Gemeenteraad    |
| Kiesomschrijving | Kiesomschrijving | Nederlands Kiescollege | Kieskring West-Vlaanderen         | Kieskring West-Vlaanderen         | Kieskring West-Vlaanderen | Kieskring West-Vlaanderen | Kieskring West-Vlaanderen | Brugge          | Brugge            | Brugge          | Zuienkerke      |
| Verkiezing       | Verkiezing       | Europese               | Federale                          | Federale                          | Vlaamse                   | Vlaamse                   | Provincieraads-           | Provincieraads- | Provincieraads-   | Provincieraads- | Gemeenteraads-  |

### Burgemeesters
- 1964-1994 : Gerard De Vlieghere
- 1995-2009 : Henri Cuypers
- 2010-2024 : Alain De Vlieghe
- 2024-heden: Annelies Dewulf

Burgemeester is Annelies Dewulf van de Lijst Burgemeester. Deze lijst heeft alle zetels met 11 op 11. 
In 2018 vonden er in Zuienkerke als enige gemeente in België geen gemeenteraadsverkiezingen plaats omdat geen enkele oppositiepartij een lijst indiende. Zes jaar later, in 2024, had de Lijst Burgemeester met Vlaams Belang een concurrerende lijst, maar die partij behaalde geen enkele zetel.

### Resultaten gemeenteraadsverkiezingen sinds 1976
| Partij of kartel     | Partij of kartel                       | 10-10-1976 | 10-10-1976 | 10-10-1982 | 10-10-1982 | 9-10-1988 | 9-10-1988 | 9-10-1994 | 9-10-1994 | 8-10-2000 | 8-10-2000 | 8-10-2006 | 8-10-2006 | 14-10-2012 | 14-10-2012 | 14-10-2018 | 14-10-2018 | 13-10-2024 | 13-10-2024 |
| Stemmen / Zetels     | Stemmen / Zetels                       | %          | 11         | %          | 11         | %         | 11        | %         | 11        | %         | 11        | %         | 11        | %          | 11         | %          | 11         | %          | 11         |
| -------------------- | -------------------------------------- | ---------- | ---------- | ---------- | ---------- | --------- | --------- | --------- | --------- | --------- | --------- | --------- | --------- | ---------- | ---------- | ---------- | ---------- | ---------- | ---------- |
|                      | Gemeentebelangen1/ Lijst Burgemeester3 | 48,511     | 6          | 45,931     | 6          | 49,341    | 6         | 45,411    | 6         | 72,453    | 9         | 72,593    | 10        | 90,923     | 11         | 100,003    | 11         | 86,53      | 11         |
|                      | Veilig Vernieuwen2                     | -          |            | -          |            | 36,462    | 4         | 33,352    | 4         | 72,453    | 9         | 72,593    | 10        | 90,923     | 11         | 100,003    | 11         | 86,53      | 11         |
|                      | SP                                     | -          |            | 12,79      | 0          | -         |           | -         |           | -         |           | -         |           | -          |            | -          |            | -          |            |
|                      | Vlaams Belang1/ NogBeterZuienkerke2    | -          |            | -          |            | -         |           | -         |           | -         |           | 10,001    | 0         | 9,082      | 0          | -          |            | 13,51      | 0          |
|                      | PLUS                                   | -          |            | -          |            | 14,20     | 1         | 15,60     | 1         | 27,55     | 2         | 17,41     | 1         | -          |            | -          |            | -          |            |
|                      | NEP                                    | -          |            | -          |            | -         |           | 5,64      | 0         | -         |           | -         |           | -          |            | -          |            | -          |            |
|                      | FB                                     | 43,40      | 5          | 41,27      | 5          | -         |           | -         |           | -         |           | -         |           | -          |            | -          |            | -          |            |
|                      | Eerlijk                                | 8,09       | 0          | -          |            | -         |           | -         |           | -         |           | -         |           | -          |            | -          |            | -          |            |
| Totaal stemmen       | Totaal stemmen                         | 1562       | 1562       | 1717       | 1717       | 1929      | 1929      | 1998      | 1998      | 2115      | 2115      | 2173      | 2173      | 2193       | 2193       | -          | -          | 1482       | 1482       |
| Opkomst %            | Opkomst %                              | 98,38      | 98,38      | 98,23      | 98,23      | 98,27     | 98,27     | 96,8      | 96,8      | 97,24     | 97,24     | 97,88     | 97,88     | 96,31      | 96,31      | -          | -          | 68,1       | 68,1       |
| Blanco en ongeldig % | Blanco en ongeldig %                   | 1,02       | 1,02       | 1,22       | 1,22       | 1,76      | 1,76      | 2,45      | 2,45      | 2,51      | 2,51      | 1,93      | 1,93      | 2,71       | 2,71       | -          | -          | 1,1        | 1,1        |

De zetels van de gevormde coalitie staan vetjes afgedrukt. De grootste partij staat in kleur.